# Хенри Иън Кюзик
Хенри Иън Кюзик (на английски: Henry Ian Cusick) е шотландско-перуански актьор, роден на 17 април 1967 г. в Трухильо, Перу. Най-известен е с ролята си на Дезмънд Хюм в сериала „Изгубени“, за която получава номинация за Еми.

## Личен живот
Кюзик и съпригата му Ани имат трима сина – Илайъс (роден 1994 г.), Лукас (роден 1998 г.) и Есо (роден 2000 г.). Двойката се жени на гражданска церемония на 15 юли 2006 г. Семейството живее в Оаху, Хаваи.